# Rodolfo (álbum de Fito Páez)
Rodolfo é o décimo-oitavo álbum, e o décimo-sexto de estúdio, do roqueiro argentino Fito Páez.
O álbum foi lançado em 30 de Agosto de 2007, com o selo Sony Music, e alcançou a certificação de “Disco de Ouro”.
Fito gravou este disco usando unicamente sua voz e seu piano.

## Faixas
1. Si es Amor (4:03)
2. Sofi Fue Una Nena de Papá (4:14)
3. Vas Conmigo (2:19)
4. Nocturno en Sol (2:58)
5. El Cuarto de al Lado (3:30)
6. Cae la Noche en Okinawa (3:46)
7. Siempre Te Voy a Amar (2:21)
8. Mágica Hermosura (3:10)
9. El Verdadero Amar (5:55)
10. Waltz for Marguie (2:28)
11. Gracias (4:26)
12. Zamba del Cielo (4:23)

## Músicos
- Fito Páez - Voz e piano.

## Prêmios e Indicações

### Grammy Latino
| Ano  | Álbum         | Indicação                    | Resultado | Ref.  |
| ---- | ------------- | ---------------------------- | --------- | ----- |
| 2008 | '''Rodolfo''' | Best Singer-Songwriter Album | Venceu    | [ 3 ] |